# Historischer Verein des Kantons Bern

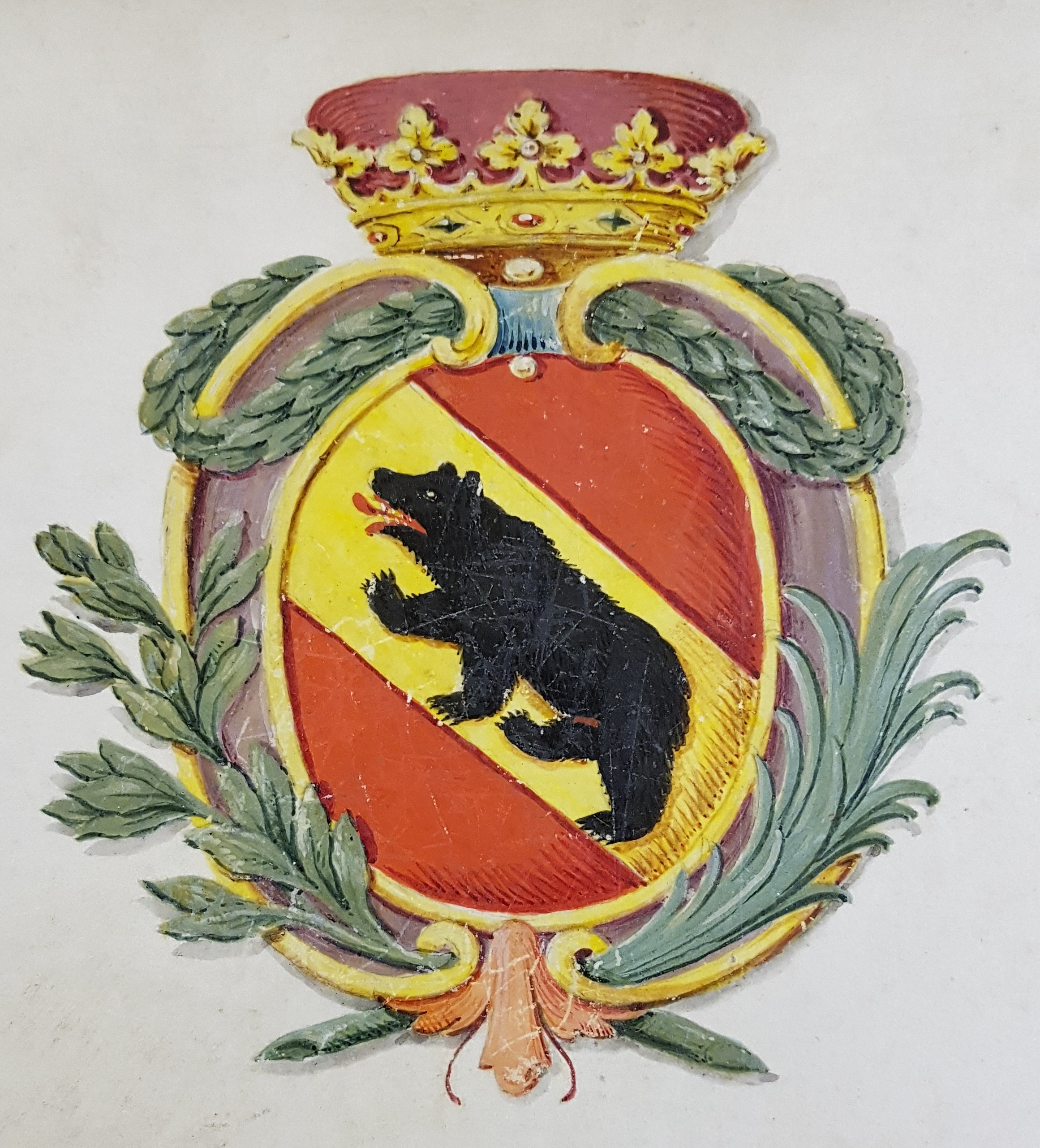
Wappen der Stadt und Republik Bern (1790)

Der Historische Verein des Kantons Bern (HVBE) mit Sitz in Bern wurde 1846 gegründet. Er ist einer der ältesten kantonalen Geschichtsvereine der Schweiz und zählt knapp 800 Mitglieder. Der Verein will durch Veröffentlichungen, Vorträge, Exkursionen und weitere Aktivitäten die Kenntnis der bernischen, schweizerischen und allgemeinen Geschichte fördern und das Verständnis für geschichtliche Vorgänge vertiefen.

## Geschichte

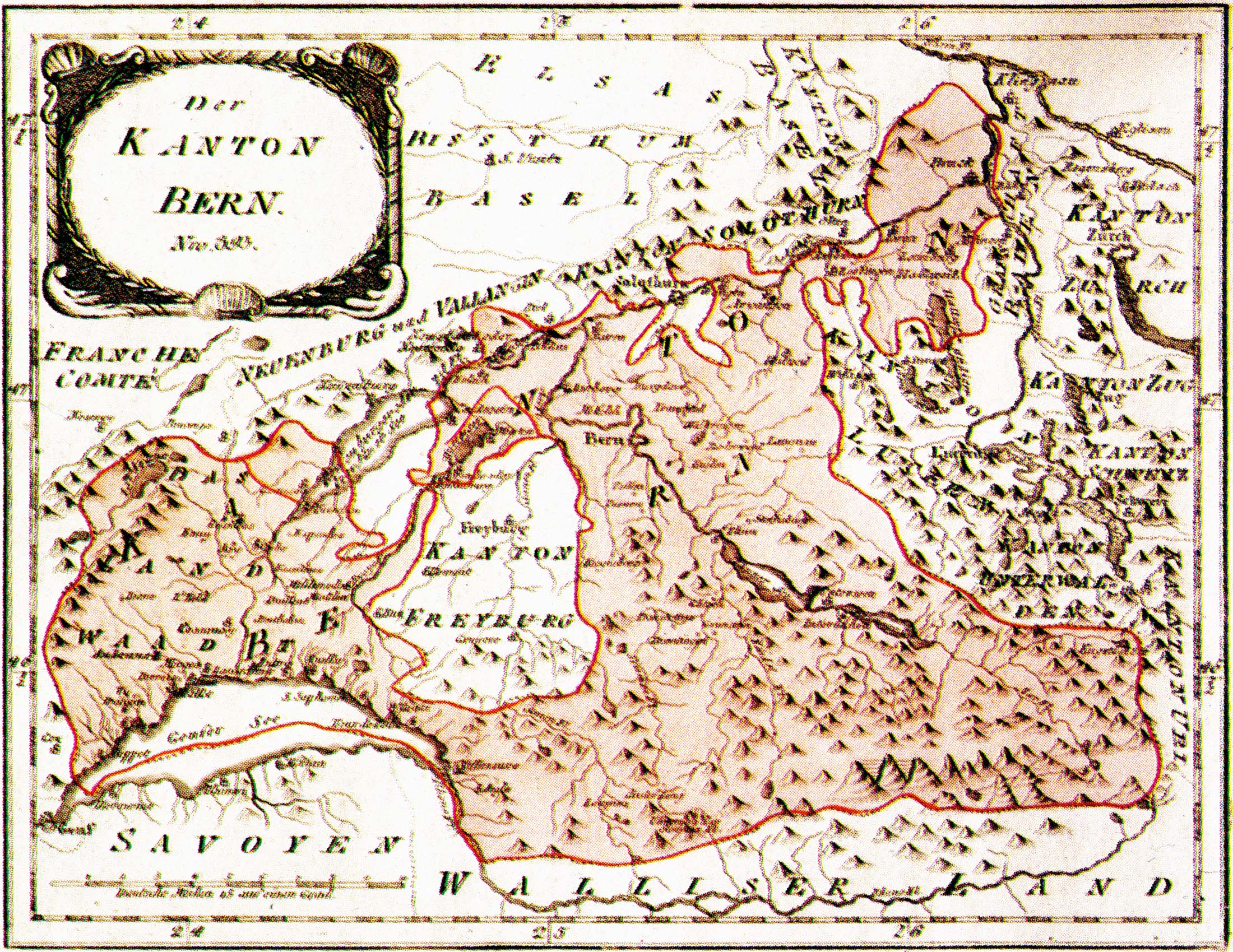
Karte des Kantons Bern um 1790. Aus: Berner – deine Geschichte, hrsg. von Peter Meyer, Bern 1981, S. 138

Im Sommer 1846 gründeten Bernhard Rudolf Fetscherin (alt Regierungsrat und erster Präsident), Adolf Eugen Bandelier (alt Regierungsrat), Ludwig Lauterburg (Lehrer) und Carl Lutz (Fürsprecher) den Historischen Verein des Kantons Bern, um Freunde vaterländischer Geschichte und Altertumskunde im Kanton Bern zu vereinigen und um die Geschichte zu studieren und zu erforschen. Die Gründung war eine Reaktion auf den Wahlsieg der Radikalen im Kanton Bern, die auch eine neue Verfassung in Kraft setzten. Deshalb gehörten die Gründer dem konservativen und liberalen Lager an. 1846 zählte der Verein bereits 74 Mitglieder.
Im 19. Jahrhundert erforschten zahlreiche Mitglieder die Geschichte des Kantons Bern und seiner Regionen. Die Ergebnisse wurden in der Reihe Archiv des Historischen Vereins des Kantons publiziert. Im Verlauf der Zeit beteiligten sich auch die an der Universität Bern tätigen Historiker am Vereinsleben. Die Mitglieder treffen sich regelmässig zu Vorträgen und Diskussionen. Die Jahresversammlung findet an wechselnden Orten im Kanton Bern statt und wird mit Vorträgen und Führungen angereichert.

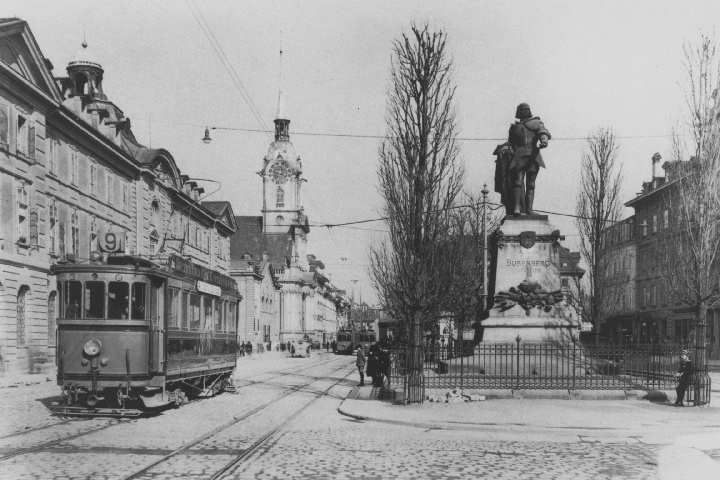
Bubenberg-Denkmal (um 1915)

Zum 100-Jahr-Jubiläum des Vereins 1946 beauftragte der Verein Richard Feller, Professor für Schweizergeschichte an der Universität Bern, eine politische Geschichte des Staates Bern zu schreiben. Sein vierbändiges Werk „Geschichte Berns“ endete mit dem Jahr 1798. Erst in den 1980er-Jahren beauftragte der HVBE mit finanzieller Unterstützung des Regierungsrates Beat Junker, die Publikation von Feller bis in die Gegenwart weiterzuführen. Als Ergänzung kam der Band von Christian Pfister zur Wirtschafts-, Sozial- und Umweltgeschichte 1700–1914 hinzu.
Im 19. Jahrhundert beteiligte sich der Verein auch an der Errichtung von Denkmälern: 1866 unterstützte er das Neuenegg-Denkmal, 1886 das Grauholz-Denkmal und 1897 das Bubenberg-Denkmal in Bern.

## Präsidium
| - Bernhard Rudolf Fetscherin, 1846–1855 - Ludwig Lauterburg, 1855–1857 - Berchtold von Mülinen, 1857–1859 - Gottlieb Ludwig Studer, 1859–1869 - Eduard von Wattenwyl, 1869–1875 - August von Gonzenbach, 1876–1881 - Emil Blösch, 1881–1900 - Wolfgang Friedrich von Mülinen, 1900–1917 - Heinrich Türler, 1917–1920 - Heinrich Dübi, 1920–1938 - Richard Feller, 1938–1952 | - Kurt Guggisberg, 1952–1956 - Georges Grosjean, 1956–1960 - Fritz Häusler, 1960–1968 - Karl F. Wälchli, 1968–1972 - Beat Junker, 1972–1978 - Hans A. Michel, 1978–1985 - Jürg Wegmüller, 1985–1991 - Jürg Segesser, 1991–2007 - Christian Lüthi, 2007–2019 - Charlotte Gutscher und Barbara Studer Immenhauser, 2019–2022 - Kathrin Jost und Benjamin Ryser, seit 2022 |

## Mitgliederzahlen
1896 – fünfzig Jahre nach der Gründung – umfasste der Verein 185 Mitglieder, noch einmal fünfzig Jahre später (1946) 230. Die Zahl der Mitglieder erreichte im Jahr 1997 mit 1116 Personen den Höhepunkt. Seither ging sie wieder auf rund 782 (Mai 2024) zurück.

## Schriften
- Archiv des Historischen Vereins des Kantons Bern, ab 1848. online
- Berner Zeitschrift für Geschichte und Heimatkunde, ab 1939. online
- Berner Zeitschrift für Geschichte, ab 2009. online
- Geschichte des Kantons Bern seit 1798, 4 Bände. online

## Bibliothek und Archiv
Der Verein betrieb einen Schriftentausch mit anderen historischen Vereinigungen und baute eine Bibliothek mit historischer Fachliteratur auf. 1897 bis 2013 übernahm die Stadt- und Universitätsbibliothek resp. die Universitätsbibliothek Bern diese Aufgabe und integrierte die eingehenden Publikationen in ihren Bestand. Das Vereinsarchiv befindet sich im Staatsarchiv des Kantons Bern.